# Antón Escobar
Antón Escobar Tapias (Nigrán, 16 de junio de 1998) es un futbolista español que juega como delantero centro en la Cultural y Deportiva Leonesa de la Primera Federación.

## Carrera deportiva
Antón Escobar Tapias, nacido el 16 de junio de 1998 en el municipio pontevedrés de Nigrán, completó su formación futbolística en la Escuela Deportiva Val Miñor de Nigrán, después de pasar por las categorías inferiores del Celta de Vigo. Su paso por el Celta lo consolidó como un jugador prometedor en las categorías juveniles, destacando por su capacidad goleadora y habilidades técnicas.
El 9 de agosto de 2017, firmó con el Club Deportivo Choco, equipo que competía en la Tercera División de España. Debutó el 20 de agosto de 2017 en un empate 1-1 contra el Cultural Areas y anotó su primer gol el 12 de octubre, con un doblete en un empate 2-2 frente a la SD Negreira. Durante su única temporada en el equipo, Escobar se consolidó como uno de los delanteros clave.
El 19 de julio de 2018, se unió al Club Deportivo Lugo, inicialmente para reforzar al filial, el Polvorín FC, en Tercera División. Su rendimiento en el filial le permitió debutar con el primer equipo del Lugo en la Segunda División el 29 de septiembre de 2019. Entró como sustituto en el minuto 76 en una derrota 1-4 frente al Tenerife. En enero de 2020, el CD Lugo decidió ceder a Escobar al Coruxo FC, que militaba en la Segunda División B. En el Coruxo, se adaptó rápidamente y se convirtió en una pieza importante del equipo, jugando regularmente en la delantera.
El 22 de junio de 2021, firmó con el Bergantiños Fútbol Club para jugar en la Segunda Federación. Durante su tiempo en el Bergantiños, Escobar mostró una notable progresión, destacándose como goleador en múltiples ocasiones y captando la atención de equipos de categorías superiores. Contribuyó a varias victorias clave y se convirtió en una de las figuras más importantes del equipo.
En la temporada 2022-2023, Escobar se unió al Club Deportivo Arenteiro, equipo también en la Segunda Federación. Durante sus dos temporadas en el Arenteiro, Escobar se consolidó como un delantero destacado, siendo fundamental en la ofensiva del equipo y manteniendo un rendimiento constante. Su desempeño le valió el reconocimiento de la afición y le generó ofertas de clubes interesados en sus servicios.
Para la temporada 2024-2025, y tras rechazar ofertas económicamente superiores, Escobar firmó con la Cultural y Deportiva Leonesa, un equipo con un proyecto deportivo ambicioso en la Primera Federación. Su incorporación fue vista como una apuesta importante del club, que busca potenciar su delantera y competir por los primeros puestos en la división.

## Clubes
| Club                         | País   | Temporada       | Partidos | Goles |
| ---------------------------- | ------ | --------------- | -------- | ----- |
| Club Deportivo Choco         | España | 2017-2018       | 32       | 10    |
| Polvorín Fútbol Club         | España | 2018-2021       | 57       | 15    |
| Club Deportivo Lugo          | España | 2019-2021       | 67       | 33    |
| Coruxo Fútbol Club (cedido)  | España | 2020            | 16       | 3     |
| Bergantiños Fútbol Club      | España | 2021-2022       | 35       | 9     |
| Club Deportivo Arenteiro     | España | 2022-2023       | 39       | 17    |
| Real Unión Club              | España | 2023-2024       | 39       | 11    |
| Cultural y Deportiva Leonesa | España | 2024-Actualidad | 12       | 4     |